# 윤항렬
윤항렬(1937년 8월 23일~1993년 1월 25일)은 대한민국의 정치인이다. 제14대 국회의원을 지냈다.

## 역대 선거 결과
|  | 25.61% |

|  | 34.92% |